# Mitteregger (Album)
Mitteregger ist das vierte Solo-Album von Herwig Mitteregger. Es erschien 1989 unter dem Label CBS Records als LP und ein Jahr später, ebenfalls bei CBS, als CD mit zwei zusätzlichen Titeln. Musikalisch wird das Album dem Genre Rockmusik und Pop zugeordnet. Es wurde im Spliff Studio in Berlin aufgenommen.

## Titelliste
Seite 1
1. Stadtrand – 4:28
2. Orkan – 4:14
3. Irgendeiner muss es ja tun – 3:45
4. Niederrhein – 4:28
5. Weg ins Glück – 6:14

Seite 2
1. Aus und vorüber – 3:41
2. Albatros – 5:02
3. So lange her – 3:53
4. Autoland – 4:15
5. Dieses Lied – 5:45
6. Einmal noch – 4:07 (nur auf der CD)
7. Blues – 3:11 (nur auf der CD)

Alle Titel von Herwig Mitteregger

## Besetzung
Musiker
- Herwig Mitteregger: Gesang, Schlagzeug
- Bernhard Potschka: Gitarre
- Burkard Schmidl: Keyboards
- Stefan Potschka (Bruder von Bernhard Potschka): Bass
- Hubert Henle: Toningenieur

Artwork
- Hüllengestaltung: Petra Louis[6]

- Fotos: Jim Rakete[6]